# نستین
نَستین شاهی بود که در ابتدای دورهٔ مسیحیت احتمالاً در نواحی افغانستان امروزی پادشاهی می‌کرده. تا به حال، تنها یک سکه از او کشف شده که خودش را به خط یونانی، نستین پسر خَتین معرفی کرده و این سکه در شمال افغانستان پیدا شده. این نام ایرانی به نظر می‌رسد. این‌طور گفته شده است که از شاهان محلی دست‌نشانده شاهنشاهی اشکانی در افغانستان بوده است.